# 陳良 (成化進士)
陳良（1443年—1488年），字明遇，浙江嘉興府嘉興縣人，竈籍，明朝政治人物。

## 生平
成化七年（1471年）辛卯科浙江鄉試第六名舉人。成化十七年（1481年）中式辛丑科會試第四十七名，三甲第十七名進士。授徽州府推官。

## 家族
曾祖陳名遠；祖父陳叔祥；父陳恭，母包氏。慈侍下。